# Дургу
Дургу (Дарбук, англ. Durbok, Durbuk) — деревня в Ладакхе, северная Индия. Центр одноимённого блока в составе округа Лех союзной территории Ладакх. По данным переписи 2011 года насчитывала 160 дворов.
Расположена на высоте 4115 метров над уровнем моря на реке Танксе. Эта меленькая деревня лежит между перевалом Чанг-Ла и Танксе, на пути к озеру Бангонг-Цо.